# Шаріварі

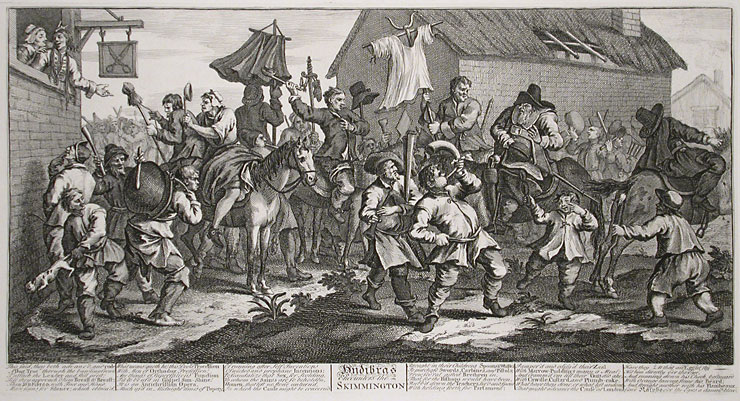
Гравюра Вільяма Хоґарта "Зустріч Худібраса зі Скімінгтоном"(ілюстрація до книги Семюеля Батлера "Худібрас")

Шаріварі (фр. charivari, англ. charivari, skimmington)  — особливий різновид веселого весільного вечора, який організовувався в разі святкування повторного шлюбу будь-якої людини у середньовічній Франції, а також до кінця XIX століття в Канаді. У сучасній французькій мові означає форму соціального примусу за допомогою глузливого шуму, що влаштовувався за допомогую сковорідок, тазів, казанів й іншого посуду. Часом ритуал шаріварі включав також закидання фекалій.
Серед причин, які могли спровокувати шаріварі, були: завелика різниця у віці тих, хто вступає у шлюб; новий шлюб вдівців; чоловіки, яких б'ють їхні дружини; дівчата, які заради заможного, але старого претендента або ж заради іноземця кидають доброчесного, з погляду громадської думки, жениха; дівчата, які ведуть сексуальне життя; вагітні наречені, які вдягають на весілля біле вбрання; юнаки, які "продаються" жінці заради її грошей; одружені жінки, викриті в подружній невірності; дівчата, що мають коханцями одружених чоловіків; чоловіки, що заплющують очі на невірність своїх дружин; весілля, що порушують заборону на одруження близьких родичів.
Ближче до XVIII століття ритуал шаріварі перетворився на звичай, що нагадує колядування, коли учасники шумлять доти, доки молодята не дадуть їм певну суму, яку вони одразу ж розпивали в найближчому трактирі. Подібний звичай зберігався в деяких сільських районах Франції аж до XIX століття. Також шаріварі існував у XIX столітті в Канаді, зокрема серед англомовного населення.